# Serra dos Aimorés
A serra dos Aimorés é uma serra do estado brasileiro de Minas Gerais, localiza-se na mesorregião do Vale do Mucuri. Ela separa Minas do sul do estado da Bahia, além de abranger boa parte da faixa oeste do Espírito Santo (Estado), na divisa com Minas Gerais.

## Geografia
Como características gerais, a serra dos Aimorés pertence ao bioma da Mata Atlântica e sua paisagem característica é a de inselbergs.
Em relação a topografia, seu ponto mais elevado é a Pedra do Fritz, no município de Nanuque, possuindo aproximadamente 756 metros de altitude e desnível de base em 400 metros.
Seu trecho inicial é a Pedra do Elefante no município de Nova Venécia, no Espírito Santo.

## Localização
O seu relevo é predominante nas seguintes cidades brasileiras:
Na Bahia:
- Ibirapuã
- Lajedão
- Mucuri (Bahia)

No Espírito Santo:
- Ecoporanga
- Nova Venécia
- Montanha (Espírito Santo)

Em Minas Gerais:
- Carlos Chagas (Minas Gerais)
- Nanuque
- Serra dos Aimorés (Minas Gerais)

## Pontos reconhecidos
- Pedra do Fritz: É o ponto culminante da serra, e localiza-se em Nanuque, Minas Gerais, podendo ter altitude de quase 800 metros. O Fritz é um local perfeito para a prática de paraquedismo de montanha e o base jump (salto livre), sendo reconhecida nacionalmente por montanhistas.
- Conjunto de Pedras da Moça: Possui altitude superior a 400m e fica próximo ao limite dos municípios de Nanuque e Serra dos Aimorés.
- Pedra do Boiadeiro: Possui altitude aproximada de 400m e localiza-se no município de Serra dos Aimorés.
- Pedra de Lajedão: Com 430m de altitude, a Pedra de Lajedão é um lugar de localização curiosa, pois é dividida ao meio entre Nanuque, em Minas Gerais, e Lajedão, na Bahia.[2]
- Pedra do Elefante no município de Nova Venécia, no Espírito Santo